# Ochelari de soare

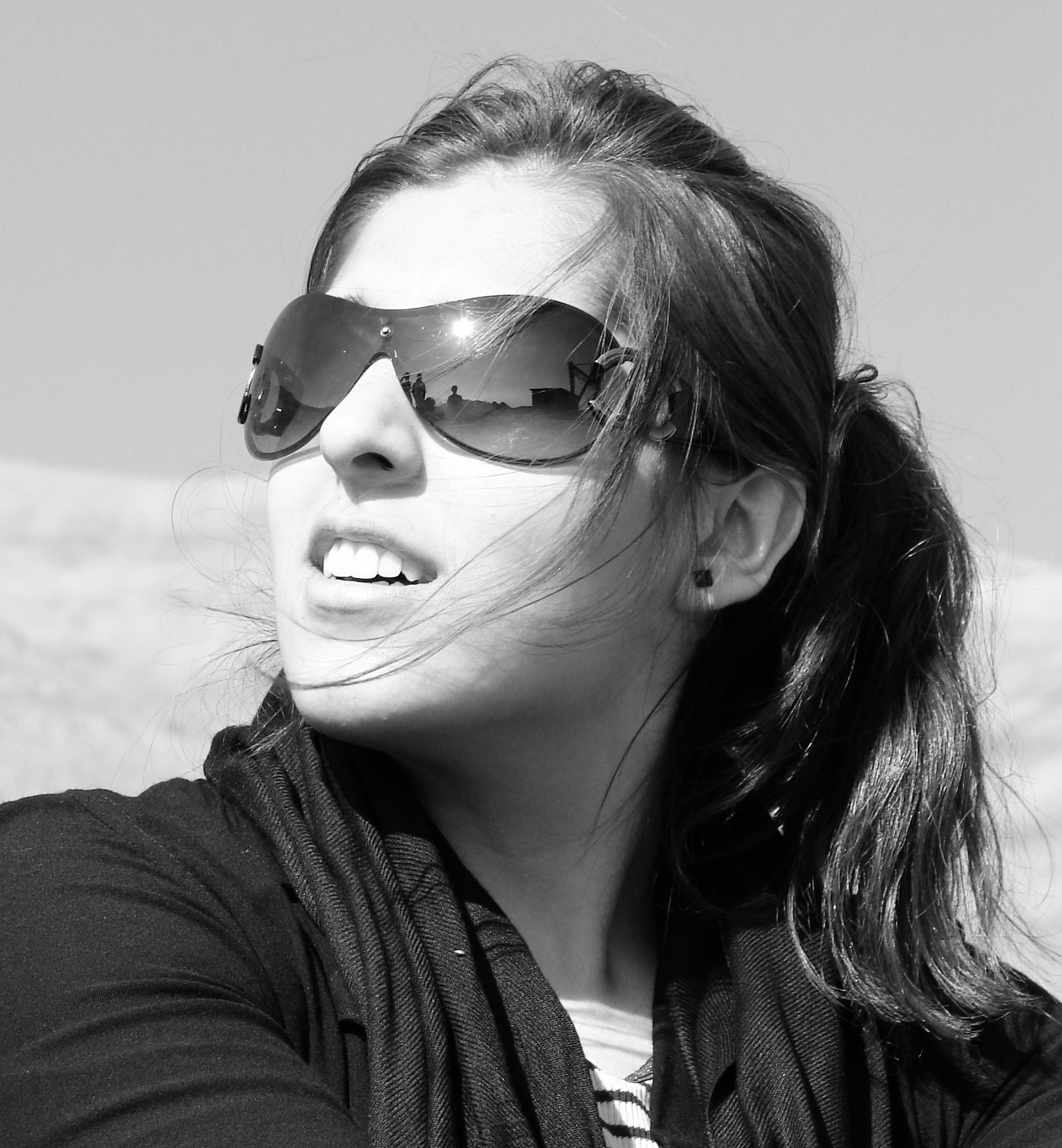
Tânără cu ochelari de soare

Ochelarii de soare sunt un dispozitiv optic de protecție format din două lentile colorate (fixate într-o ramă), care se pune la ochi (sprijinit pe rădăcina nasului) cu scopul de a apăra ochii de o lumină prea puternică, în special de lumina soarelui.

## Istoric
Inițial, ochelarii de soare au apărut ca o necesitate obiectivă, în epoca modernă (după 1940) ei devenind accesorii de modă. De asemenea, ochelarii de soare pot fi purtați pentru a ascunde privirea. Persoanele cu handicap vizual poartă ochelari cu lentile colorate din motive estetice.

## Funcții
Una din caracteristicile importante ale ochelarilor de soare o reprezintă capacitatea de a proteja ochiul față de acțiunea nocivă a radiațiilor ultraviolete. Acest aspect este deosebit de important deoarece, cu cât lentilele sunt mai închise la culoare, cu atât există o tendință mai mare a ochiului de a nu se mai proteja prin mecanismul reflex de reducere a deschiderii pupilare.

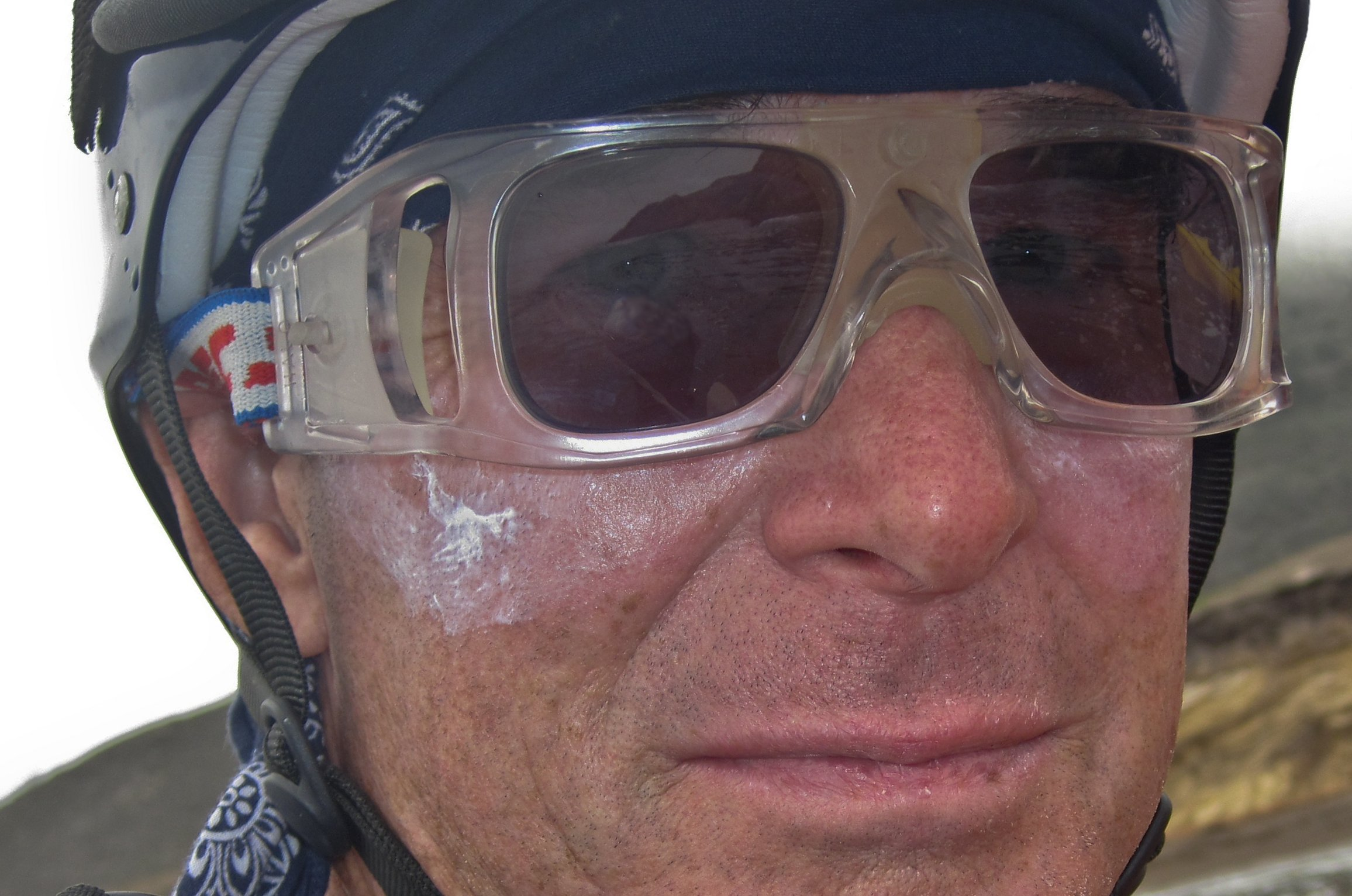
Ochelari de soare purtați de un sportiv pe un caiac

Gradul de protecție la radiațiile ultraviolete este normat prin diferite standarde, cum ar fi standardul European EN 1836:2005. Acesta prevede patru clasificări: „0” pentru protecție insuficientă la radiațiile UV, „2” pentru protecție suficientă la radiațiile UV, „6” pentru protecția bună la radiațiile UV și „7” pentru protecție completă la radiațiile UV, ceea ce înseamnă cu nu permit trecerea a mai mult de 5% din radiațiile de 380 nm. Produsele care îndeplinesc cerințele prevăzute de standard primesc simbolul CE. Nu este prevăzută o treaptă pentru protecția la radiații până la 400 nm („UV400”), cerută în anumite țări (precum SUA) și recomandată de experți.
Ochelarii de soare nu pot proteja ochii împotriva leziunilor ireversibile cauzate de privitul direct în soare, inclusiv în timpul eclipselor solare.
Măsurarea gradului de protecție la radiațiile ultraviolete poate fi făcută cu aparate speciale.
Această caracteristică trebuie să fie urmărită și certificată cu exactitate, deoarece o deficiență sub acest aspect poate conduce la afectarea gravă a sănătății ochilor.
Altă caracteristică importantă a ochelarilor de soare o constituie capacitatea de a proteja ochiul împotriva reflexiei luminii. În acest scop se folosesc foliile de polarizare sau polimerii încorporați în lentile prin metoda modelării prin infuzie (Infusion Molding).
Există și varianta unui schelet, de regulă metalic, cu ajutorul căruia lentilele colorate pot fi plasate deasupra unor ochelari de vedere, pentru persoanele cu miopie. De asemenea, există și lentile colorate cu dioptrii. De regulă, aceste lentile sunt lentile cu dioptrii având grade diferite de opacizare în funcție de intensitatea radiației solare (fototropism sau heliotropism). Acest gen de lentile se numesc lentile heliomate sau fotocrome ori fotocromatice. Gradele de opacizare pot avea valori de 25%, 50%, 65%, 75%, 80%, sau 85%, precum și în degrade, unde partea superioară este cea mai opacă.
Lentilele gri sau gri-verzi asigură cea mai fidelă redare a culorilor. Lentilele galbene măresc contrastul culorilor și îmbunătățesc percepția în profunzime. Ele sunt purtate la șofat la lăsarea întunericului, dar nu sunt recomandate pe timpul nopții. Lentilele maro generează distorsiuni cromatice. Lentilele albastre, mov și verde închis au un rol mai ales estetic.

## Utilizare
În general, ochelarii de soare se poartă în spații deschise. Există însă și recomandări pentru purtarea lor în spații închise, cum ar fi în cazul persoanelor care suferă de afecțiuni caracterizate printr-o sensibilitate sporită la lumină, ca în cazul albinismului.
Purtarea ochelarilor de soare este indicată în special în perioadele cu insolație puternică, precum și în zonele cu zăpadă, în zonele montane înalte. În acest din urmă caz, se recomandă purtarea unor ochelari de protecție speciali, de zăpadă, pentru a evita orbirea cauzată de reflexia razelor soarelui pe suprafețele cu gheață sau zăpadă.